# Raimund Hoghe
Raimund Hoghe (* 12. Mai 1949 in Wuppertal; † 14. Mai 2021 in Düsseldorf) war ein deutscher Choreograph, Tänzer, Filmemacher, Journalist und Buchautor.

## Leben
Als Journalist verfasste Hoghe zunächst Porträts von Außenseitern und Prominenten, die in der Wochenzeitung Die Zeit erschienen und auch in mehreren Büchern zusammengefasst wurden. Von 1980 bis 1990 arbeitete er als Dramaturg für das Tanztheater Wuppertal Pina Bausch, über das er auch zwei Bücher schrieb. Ab 1989 entwickelte er eigene Theaterarbeiten für verschiedene Tänzer und Schauspieler. 1992 begann seine Zusammenarbeit mit dem bildenden Künstler Luca Giacomo Schulte, der bis zuletzt sein künstlerischer Mitarbeiter blieb. 1994 realisierte er das erste Solo für sich, Meinwärts, dem Chambre séparée (1997) und Another Dream (2000) als Trilogie über das vergangene Jahrhundert folgten. Neben seiner Theaterarbeit war Hoghe vielfach für das Fernsehen tätig und realisierte u. a. 1997 im Auftrag des WDR ein einstündiges Selbstporträt: Der Buckel. Seine Bücher wurden in mehrere Sprachen übersetzt, mit seinen Stücken gastierte er in verschiedenen Ländern Europas, Nord- und Südamerika, Asien und Australien. Er hat zahlreiche Preise erhalten, darunter 2001 den Deutschen Produzentenpreis für Choreografie. 2006 erhielt er den Prix de la critique Francaise für Swan Lake, 4 Acts in der Kategorie „Beste ausländische Produktion“. 2008 wurde Hoghe in der Kritikerumfrage der Zeitschrift ballet-tanz zum Tänzer des Jahres ernannt. Bücher über seine Theaterarbeiten sind in Frankreich, Deutschland, England und den USA erschienen. 2019 wurde er Officier des französischen Ordre des Arts et des Lettres.
Raimund Hoghe lebte in Düsseldorf, wo er im Mai 2021 72-jährig starb.

## Publikationen
- Wenn keiner singt, ist es still. Porträts, Rezensionen und andere Texte. Verlag Theater der Zeit, Berlin 2019, ISBN 978-3-95749-233-3.
- Raimund Hoghe. Verlag Theater der Zeit, Berlin, 2013, ISBN 978-3-943881-61-5.
- Pina Bausch. Sangensha Publishing, Tokio, 1999.
- Zeitporträts. Beltz Quadriga Verlag, Weinheim/Berlin 1993, ISBN 3-88679-212-9.
- Pina Bausch – Historias de teatro danza por Raimund Hoghe. Ultramar Editores, Barcelona 1989.
- Bandoneon – Em que o tango pode ser bom para tudo? Attar Editorial, Sao Paulo 1989.
- Pina Bausch – Histoires de théâtre dansé. L’Arche Éditeur, Paris 1987.
- Pina Bausch – Tanztheatergeschichten. Mit Fotos von Ulli Weiss. Suhrkamp Verlag, Frankfurt am Main 1987, ISBN 3-518-37837-6.
- Wo es nichts zu weinen gibt. Porträts und Reportagen. Van Acken Verlag, Krefeld 1987/90, ISBN 3-923140-43-6.
- Preis der Liebe. Erzählung. Rimbaud Presse, Aachen 1984, ISBN 3-89086-900-9.
- Anderssein. Lebensläufe außerhalb der Norm. Sammlung Luchterhand, Darmstadt 1982, ISBN 3-472-61367-X.
- Bandoneon – Für was kann Tango alles gut sein? Texte und Fotos zu einem Stück von Pina Bausch. Fotos von Ulli Weiss. Luchterhand Verlag, Darmstadt 1981, ISBN 3-472-61369-6.
- Schwäche als Stärke. Bethel – Ein Symbol und die Realität. Neukirchener Verlag, Neukirchen-Vluyn 1976, ISBN 3-7887-0477-2.

## Tanztheater-Produktionen (Auswahl)
- 1989: Forbidden Fruit
- 1990: Vento
- 1992: Verdi Prati
- 1994: Meinwärts
- 1995: Geraldo’s Solo
- 1997: Chambre séparée
- 1998: Der Buckel (filmisches Selbstporträt für den WDR)
- 1998: Dialogue with Charlotte
- 1999: Lettere amorose
- 2000: Another Dream
- 2000: Den Körper in den Kampf werfen
- 2002: Sarah, Vincent et moi
- 2002: Young People, Old Voices
- 2003: Tanzgeschichten
- 2004: Sacre - The Rite of Spring
- 2005: Cartes Postales (Tanzfilm / Fernsehproduktion Arte France, Les Films d’Ici)
- 2005: Swan Lake, 4 Acts
- 2007: 36, Avenue Georges Mandel
- 2007: Bolero Variationen
- 2008: L’Après-midi
- 2009: Body/Space/Music
- 2009: Sans-titre
- 2010: Si je meurs laissez le balcon ouvert
- 2011: Pas de Deux
- 2012: Cantatas
- 2013: An Evening with Judy
- 2014: Quartet
- 2015: Songs for Takashi
- 2016: Musiques et mots pour Emmanuel
- 2016: La Valse
- 2017: Lettere amorose, 1999-2017
- 2018: Pièce pour le Collège des Bernardins
- 2018: Canzone per Ornella
- 2019: Projekt Bethanien, Berlin
- 2019/20: Postcards from Vietnam

## Filme
- Square für Künstler: Die Jugend ist im Kopf. Carte Blanche für Raimund Hoghe, Filmporträt von Marie-Thérèse Allier, Direktorin der Menagérie de Verre in Paris. Regie: Raimund Hoghe, Produktion ARTE 2015, verfügbar in der Arte-Mediathek und auf Youtube.
- Cartes Postales. Tanzfilm, Frankreich, 2005, Regie: Richard Copans, Produktion: Les Films d’Ici, Arte France, Erstausstrahlung: 30. Oktober 2005 bei Arte, (Inhaltsangabe auf: arte.tv) Choreograph und Darsteller: R.H., Lorenzo de Brabandere.
- Young People, Old Voices. Frankreich, 2005, Produktion: Centre Pompidou Paris, Choreographie: R.H.
- Lebensträume. 24 TV-Kurzporträts, 1994, Regie und Drehbuch: R.H, Produktion: ZDF, 3SAT.
- Es bleibt noch viel zu sagen. Fernseh-Dokumentarfilm, Deutschland, 1980, Regie und Drehbuch: Raimund Hoghe und Erwin Michelberger, Produktion: WDR.

## Filmporträts
- Raimund Hoghe, der Außergewöhnliche. Gespräch mit Video-Einspielungen, Deutschland, 2012, 43 Min., Moderation: Anja Höfer, Produktion: arte, Redaktion: Square, Erstsendung: 11. November 2012 bei arte, Film-Informationen und Video-Ausschnitt (Memento vom 15. Mai 2013 im Internet Archive) von arte.
- Paroles de choréographes., Regie: Laurent Goumarre, für Vidéodanse / Centre Pompidou, Paris, Frankreich, 2005.
- Der Buckel. Selbstporträt, 1997, Regie und Drehbuch: R.H., Produktion: WDR.
- Raimund Hoghe – Stärke aus Schwäche, 1984, Personenbeschreibung von Georg Stefan Troller, Produktion: ZDF[6]

## Auszeichnungen (Auswahl)
- 2020: Deutscher Tanzpreis
- 2019: Officier, Ordre des Arts et des Lettres
- 2008: Tänzer des Jahres. der Zeitschrift ballettanz
- 2006: Prix de la critique Francaise, Meilleur spectacle étranger
- 2001: Deutscher Produzentenpreis für Choreographie
- 1991: Journalistenpreis der Deutschen AIDS-Stiftung
- 1983: Förderpreis des Landes Nordrhein-Westfalen für junge Künstlerinnen und Künstler
- 1982: Förderpreis für Literatur der Landeshauptstadt Düsseldorf[7]
- 1974: Theodor-Wolff-Preis